# Żyrzyn (gromada)
Żyrzyn – dawna gromada, czyli najmniejsza jednostka podziału terytorialnego Polskiej Rzeczypospolitej Ludowej w latach 1954–1972.
Gromady, z gromadzkimi radami narodowymi (GRN) jako organami władzy najniższego stopnia na wsi, funkcjonowały od reformy reorganizującej administrację wiejską przeprowadzonej jesienią 1954 do momentu ich zniesienia z dniem 1 stycznia 1973, tym samym wypierając organizację gminną w latach 1954–1972.
Gromadę Żyrzyn z siedzibą GRN w Żyrzynie utworzono – jako jedną z 8759 gromad na obszarze Polski – w powiecie puławskim w woj. lubelskim na mocy uchwały nr 14 WRN w Lublinie z dnia 5 października 1954. W skład jednostki weszły obszary dotychczasowych gromad Żyrzyn, Bałtów, Borysów, Kotliny, Zagrody i Żerdź ze zniesionej gminy Żyrzyn w tymże powiecie. Dla gromady ustalono 27 członków gromadzkiej rady narodowej.
1 stycznia 1960 do gromady Żyrzyn włączono wieś, kolonię i majątek państwowy Osiny oraz wieś i leśniczówkę Wola Osińska ze zniesionej gromady Osiny w tymże powiecie.
1 stycznia 1962 do gromady Żyrzyn włączono obszar zniesionej gromady Skrudki w tymże powiecie.
Gromada przetrwała do końca 1972 roku, czyli do kolejnej reformy gminnej. 1 stycznia 1973 w powiecie puławskim reaktywowano gminę Żyrzyn.